# Асоціація вдосконалення медичного приладобудування (США)
Асоціація щодо поліпшення медичного приладобудування (англ. Association for the Advancement of Medical Instrumentation, AAMI) — організація для просування розвитку, а також безпечного та ефективного використання медичної техніки, заснована в 1965 році Робертом Д. Голлом, і Робертом Дж. Алленом (Нідем, штат Массачусетс, США).
AAMI була створена з метою допомогти своїм клієнтам впроваджувати інноваційні медичні прилади в загальну медичну практику і встановлювати стандарти безпеки як в їх конструкції і використанні. Учасники AAMI в даний час включають осіб з медичної технології професійно-клінічної інженерії, біомедичних техніків обладнання, виробників, фахівців стерильної обробки, дослідників, фахівців з забезпечення якості та експертів з питань регулювання, а також інших фахівців технологічного менеджменту охорони здоров'я. У 1966 році AAMI був представлений публіці в цілому через «Medac 66» (конференція), яка відбулася в Бостоні, на якій було представлено перше у світі штучне серце.
Більше 7000 фізичних осіб, лікарень та виробників медичних пристроїв є членами AAMI.
Діяльність організації охоплює комітети виробників, фахівців у галузі охорони здоров'я, регуляторів, вчених, академіків, та інші зацікавлені сторони дослідження і розробки нових або перегляду існуючих рекомендованих практик і стандартів, спрямованих на використання, догляд та обробку експлуатаційних вимог, яким повинні задовольняти медичні прилади і технології.
AAMI є добровільною організацією, і, хоча рекомендовані методи і стандарти іноді позиціонуються як керівні принципи охорони здоров'я, проте дотримання цих стандартів не є обов'язковим нормативом організацій, які перевіряють медичні установи.[джерело?]

## Заходи, що проводяться AAMI
- Щорічна конференція та виставка AAMI
- Тиждень стандартів AAMI
- Міжнародна конференція з стандартів медичних приладів та положень AAMI / FDA